# Новое Полесье (Гомельская область)
Новое Полесье (бел. Новае Палессе; до 30 июля 1964 — Коростин) — деревня в Ударненском сельсовете Лельчицкого района Гомельской области Беларуси.
На западе национального парка «Припятский» (до 1996 года Припятский ландшафтно-гидрологический заповедник). На юго-западе — урочище Заболь, на юго-востоке — урочище Волчьи Болота.

## География

### Расположение
В 40 км на север от Лельчиц, 85 км от железнодорожной станции Ельск (на линии Калинковичи — Овруч), 217 км от Гомеля.

### Гидрография
На севере — мелиоративный канал Коростинка. Рядом с деревней расположено Новополесское водохранилище (на реке Коростинка).

## Транспортная сеть
Транспортные связи по просёлочной, затем автомобильной дороге Замошье — Лельчицы. Планировка состоит из криволинейной улицы меридиональной ориентации, соединенной из прямолинейной улицей, ориентированной с юго-запада на северо-восток. Застройка двусторонняя, преимущественно деревянная, усадебного типа.

## История
Согласно письменным источникам известна с XIX века как селение в Лельчицкой волости Мозырского уезда Минской губернии. В 1879 году обозначена в числе селений Симоничского церковного прихода. Согласно переписи 1897 года действовала водяная мельница. В 1932 году организован колхоз «Сдвиги», работали кузница и паровая мельница. Во время Великой Отечественной войны в июле 1943 года оккупанты сожгли деревню и убили 24 жителя. Согласно переписи 1959 года в составе совхоза-комбината «Ударный» (центр — деревня Ударное), располагались начальная школа, клуб.

## Население

### Численность
- 2004 год — 120 хозяйств, 245 жителей.

### Динамика
- 1788 год — _ жителя.
- 1795 год — _ жителя.
- 1816 год — _ жителей.
- 1850 год — _ жителей.
- 1886 год — _ жителя.
- 1897 год — 41 двор, 304 жителя (согласно переписи).
- 1908 год — 52 двора, 358 жителей.
- 1925 год — 60 дворов.
- 1940 год — 96 дворов, 515 жителей.
- 1959 год — 621 житель (согласно переписи).
- 2004 год — 120 хозяйств, 245 жителей.

## События и мероприятия
- Обряд «Стрэчанне» (15 февраля 2025).